# Neglingevarvet

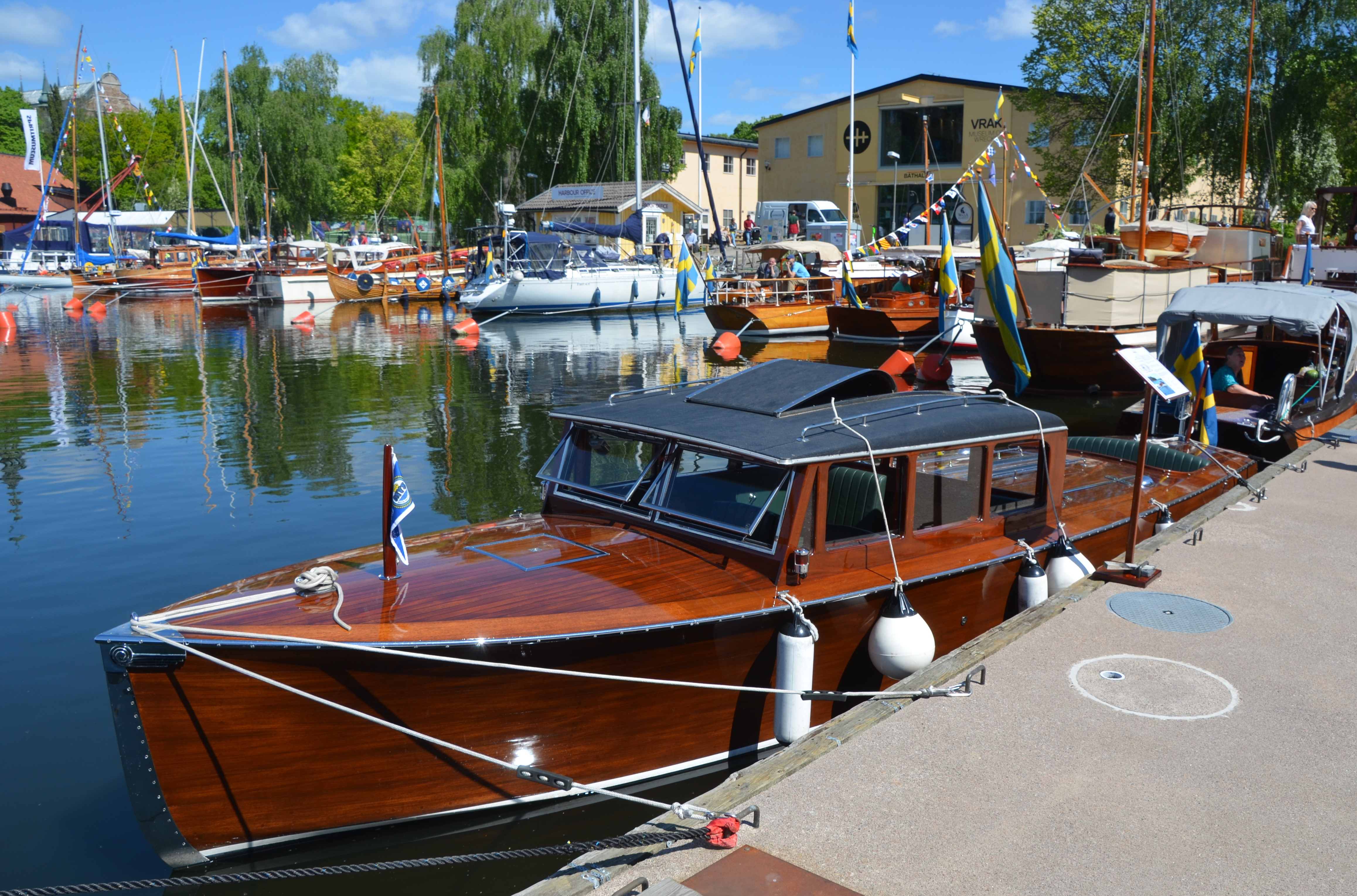
Eva i Wasahamnen på Djurgården i Stockholm, 2021

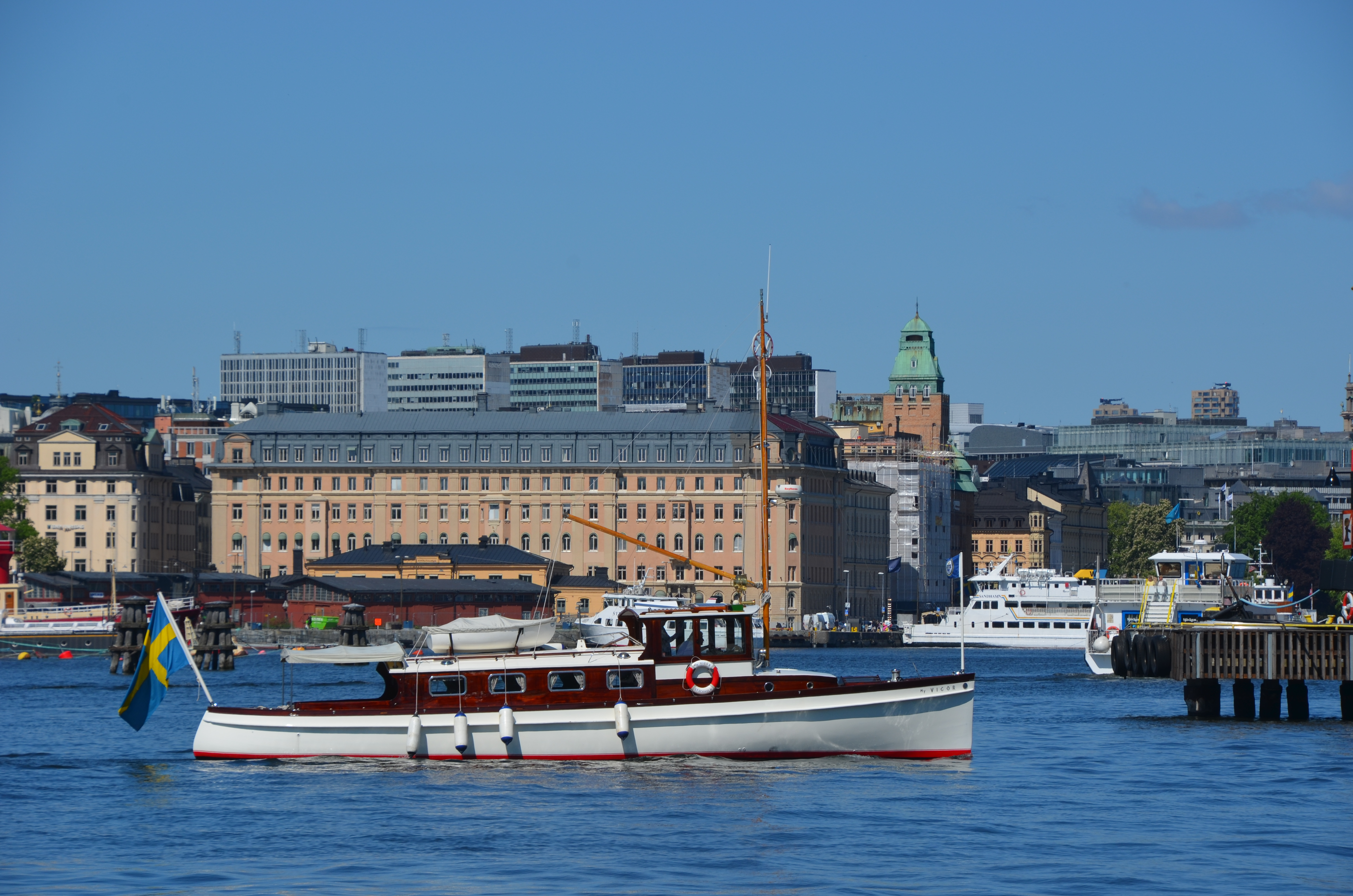
M/Y Vigor

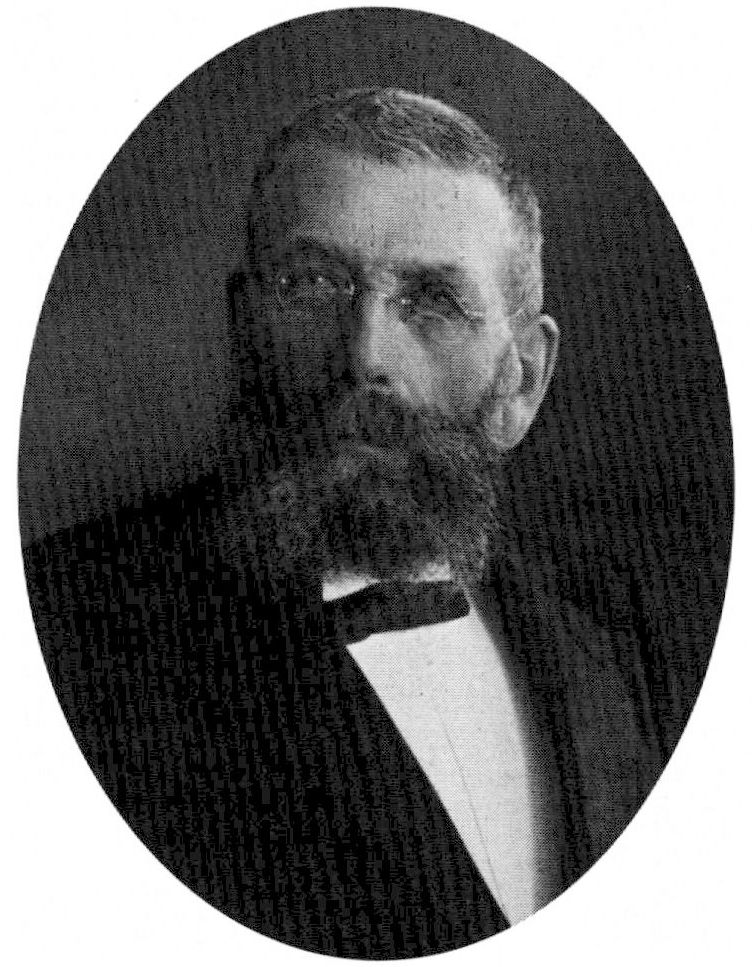
Stockholms Båtbyggeri AB:s grundare August Plym

Neglingevarvet, till 1941 Stockholms Båtbyggeri, var ett svenskt småbåtsvarv i Saltsjöbaden. Det lades ned 1985 och har sin fortsättning idag som Virgula AB i Gäddviken i Nacka, tillverkare av inredningar till motor- och segelyachter.

## Historik
Neglingevarvet grundades som Stockholms Båtbyggeri AB i Lövholmen i Liljeholmen i Stockholm 1893 med August Plym som chef. Varvet flyttade efter en brand 1904 till södra stranden av Moranviken i Neglinge i Saltsjöbaden, som Stockholms Båtbyggeri köpt 1900 och använt som filial till varvet i Lövholmen. Båtbyggeriet där hade grundats där 1896 av ett kooperativ båtbyggaren under namnet "Neglinge Båthem". Neglingevarvet ägdes till 1974 av August Plym och hans barn Carl, Gustav och Bengt Plym.
Flera kända båtkonstruktörer levererade ritningar till varvet, bland andra Hugo Schubert, Albert Anderson, Gustaf Estlander, Knut Ljungberg, Knud Reimers, Tore Holm och Axel Nygren. August Plym själv konstruerade från sekelskiftet ett stort antal segelbåtar. Den mest berömda är SK 150:an EBE, sedermera Beatrice Aurore, vilken är den snabbaste helsvenska skärgårdskryssaren genom tiderna. Även de Plymritade SK 95-yachterna Gain och X noterade utmärkta kappseglingsresultat under 1920-talet och kunde mäta sig med de allra snabbaste båtarna i klassen, de senare byggda och extremt långa Estlander- och Holm-nittiofemmorna.
Neglingevarvet var ett av de förnämligaste kvalitetsvarven för segelbåtar i Sverige.
Neglingevarvet såldes av familjen Plym i mitten av 1970-talet till Jan Benson. År 1991 flyttade varvet, då benämnt Virgula AB, till Kvarnholmen.

## Byggda fartyg i urval
- 1895 Gandul, segelyacht ritad av Axel Nygren, byggd för KSSS av Stockholms Båtbyggeri i Liljeholmen, före flytten till Neglinge
- 1899 Allona, segelyacht ritad av Axel Nygren, byggd för Wilhelm Bünsow (1854–1935) av Stockholms Båtbyggeri i Liljeholmen, före flytten till Neglinge
- 1905 Mignon, ritad av August Plym. Inmätt som 12:a 1906 , senare inmätt som SK150.
- 1906 Thelma, ritad av Hugo Schubert,150 kvadratmeters skärgårdskryssare[3]
- 1907 Racerbåten Duo, ritad av C.O. Liljegren
- 1909 M/Y Vigor, ritad av August Plym
- 1911 Erna Signe, R 12 ritad av William Fife
- 1912 Viking Plym, replika av vikingaskepp i skala 1:2
- 1912 Bohème, skärgårdskryssare, konstruerad av Albert Andersson
- 1912 Wanda, senare Lackawanna, ritad av August Plym, för Joseph Nachmanson
- 1919 X, SK95, byggd på spekulation. Senare döpt till Dafne av köpare Nils Lilienberg. Idag omdöpt till Ala Ala
- 1920 EBE, numera Beatricie Aurore, skärgårdskryssare åt Erik Brodin
- 1926 Krull, passbåt, ritad av Carl Plym
- 1928 Greta, ritad av Carl Plym
- 1929–1930 Princess Svanevit, R 12 havskryssare, ritad av Gustaf Estlander för Erik Åkerlund
- 1930 Eva, passbåt ("plymdroska") ritad av Carl Plym
- 1933–1934 Itaka, en 10mR, ritad av Tore Holm åt körsnären Arvid Lindahl
- 1941–1942 HMS M18, HMS M19 och HMS M20, motorminsvepare ritade av Jac Iversen
- 1943  Kriegsfischkutter - KFK 125, 126, 127
- 1950 S/Y Ballad, tvåmastad havskappseglare, ursprungligen Anna Marina, ritad av Sparkman & Stephens i USA för Karl Erik Hedborg (1889–1988), köpt av Sven Salén 1962
- Omkring 1950 M/Y Triton, konstruerad av Curt Borgenstam, byggd för Carl Hardeberg
- 1955 S/Y Refanut, ritad av Sparkman & Stephens i USA och byggd för Jacob Wallenberg
- 1975 S/Y Agnes i entonsklassen, ritad av Peter Norlin och byggd som kappseglare för Peter Norlin[4]

## Bildgalleri

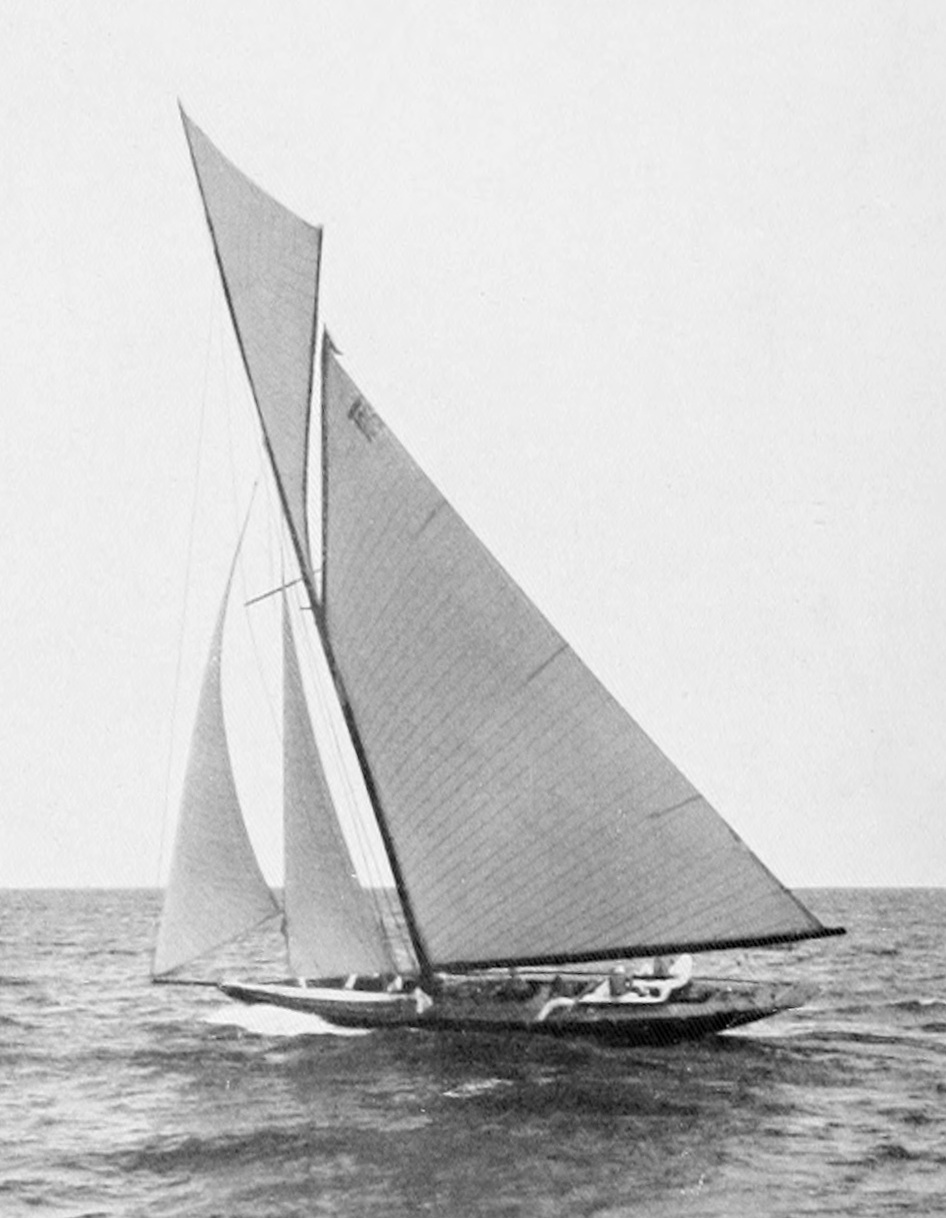
Erna Signe, 1911
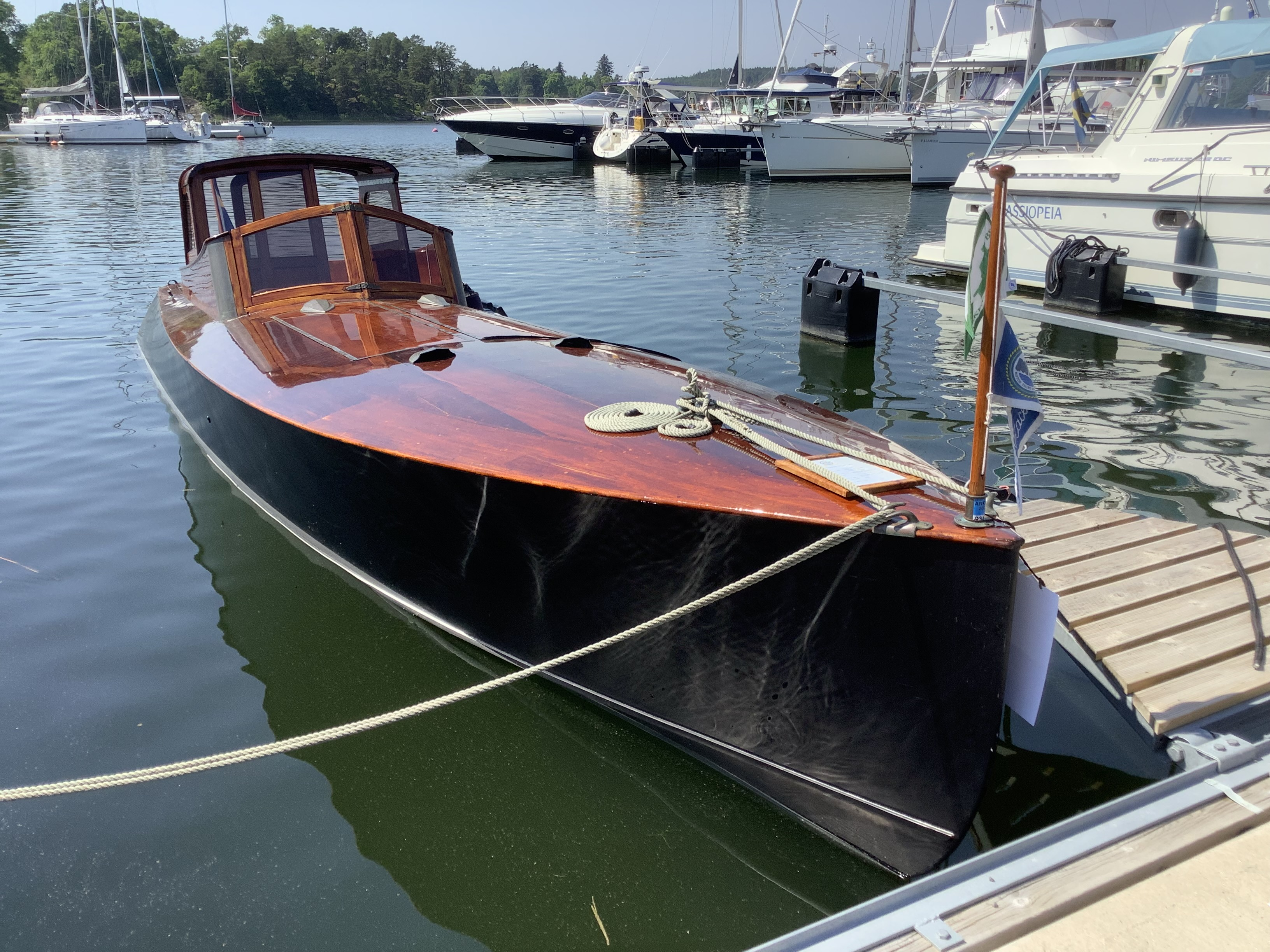
Greta, 1928
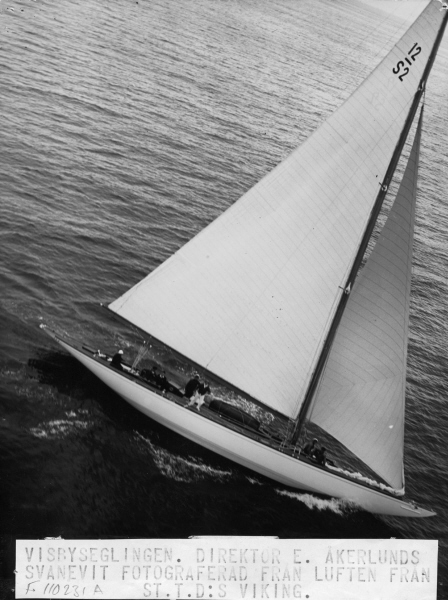
Princess Svanevit 1929-1930
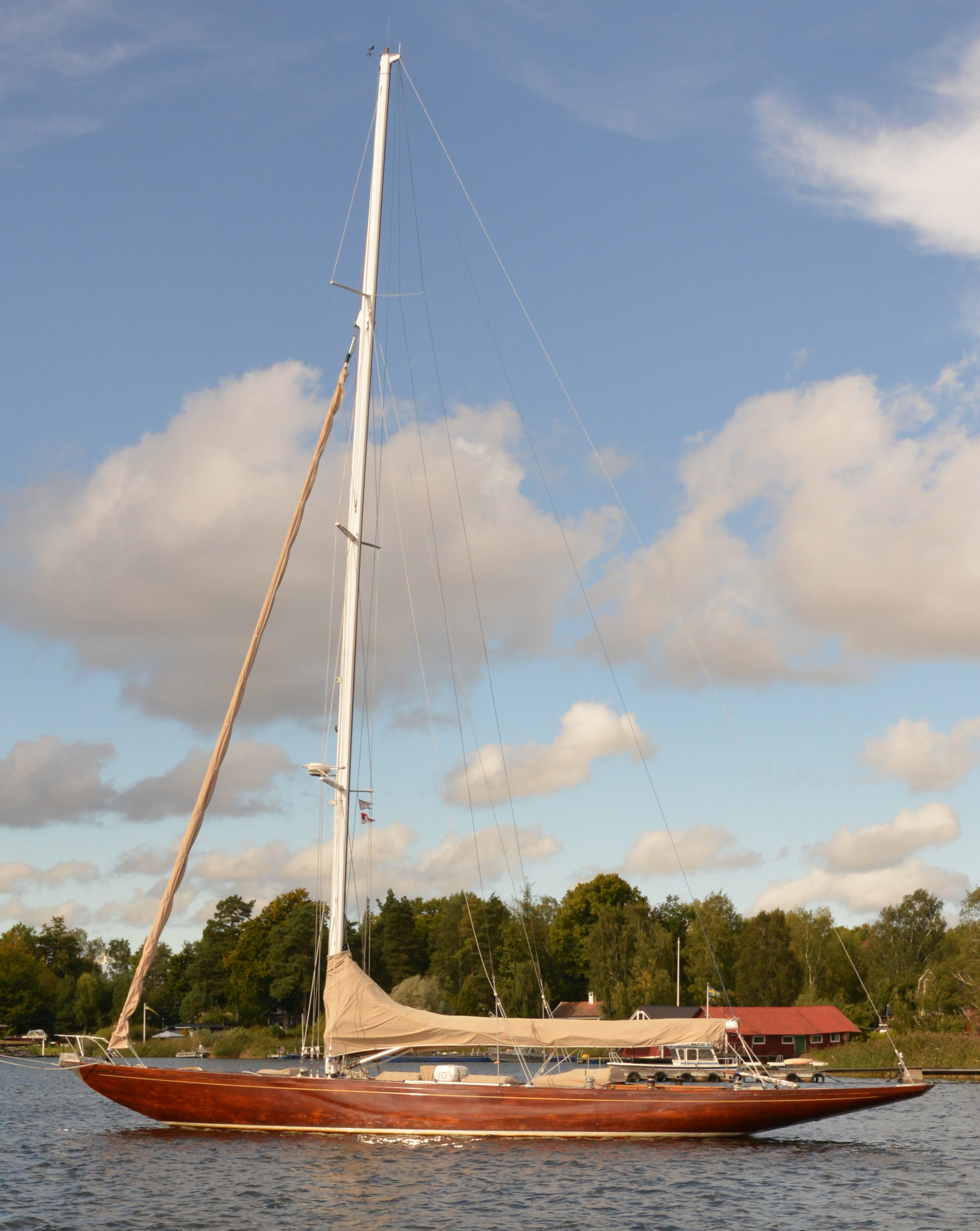
Itaka, 1933–1934
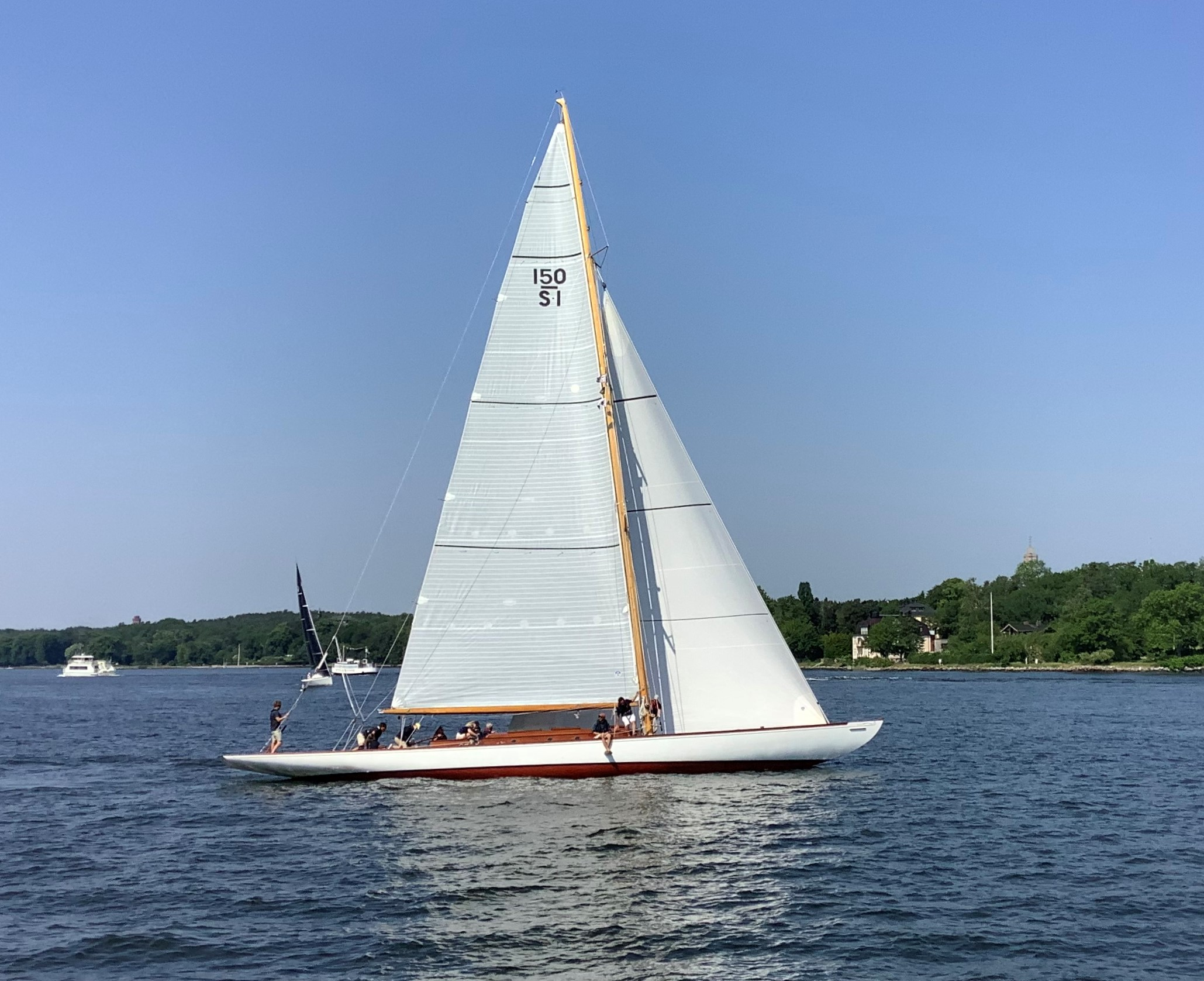
Beatrice Aurore 1920.